# Coupe du monde de bobsleigh 2006
 (octobre 2023).
Si vous disposez d'ouvrages ou d'articles de référence ou si vous connaissez des sites web de qualité traitant du thème abordé ici, merci de compléter l'article en donnant les références utiles à sa vérifiabilité et en les liant à la section « Notes et références ».
Résultats de la Coupe du monde 2005-2006 de bobsleigh.

## Coupe du monde hommes

### Résultats
| Dates            | Lieu                      | Épreuve | Vainqueur                   |
| 5/11-12/11/2005  | Calgary, Canada           | Bob à 2 | Andre Lange Allemagne       |
| 5/11-12/11/2005  | Calgary, Canada           | Bob à 4 | Andre Lange Allemagne       |
| 14/11-20/11/2005 | Lake Placid, États-Unis   | Bob à 2 | Andre Lange Allemagne       |
| 14/11-20/11/2005 | Lake Placid, États-Unis   | Bob à 4 | Alexandre Zoubkov Russie    |
| 5/12-11/12/2005  | Igls, Autriche            | Bob à 2 | Alexandre Zoubkov Russie    |
| 5/12-11/12/2005  | Igls, Autriche            | Bob à 4 | Martin Annen Suisse         |
| 12/12-18/12/2005 | Cortina d'Ampezzo, Italie | Bob à 2 | Matthias Hoepfner Allemagne |
| 12/12-18/12/2005 | Cortina d'Ampezzo, Italie | Bob à 4 | Todd Hays États-Unis        |
| 9/01-15/01/2006  | Königssee, Allemagne      | Bob à 2 | Pierre Lueders Suisse       |
| 9/01-15/01/2006  | Königssee, Allemagne      | Bob à 4 | Pierre Lueders Suisse       |
| 16/01-21/01/2006 | St.Moritz, Suisse         | Bob à 2 | Andre Lange Allemagne       |
| 16/01-21/01/2006 | St.Moritz, Suisse         | Bob à 4 | Todd Hays États-Unis        |
| 23/01-29/01/2006 | Altenberg, Allemagne      | Bob à 2 | Alexandre Zoubkov Russie    |
| 23/01-29/01/2006 | Altenberg, Allemagne      | Bob à 4 | Alexandre Zoubkov Russie    |

## Coupe du monde femmes

### Résultats
| Dates            | Lieu                      | Vainqueur                         |
| 5/11-12/11/2005  | Calgary, Canada           | Sandra Prokoff-Kiriasis Allemagne |
| 14/11-20/11/2005 | Lake Placid, États-Unis   | Sandra Prokoff-Kiriasis Allemagne |
| 5/12-11/12/2005  | Igls, Autriche            | Sandra Prokoff-Kiriasis Allemagne |
| 11/12-15/12/2005 | Cortina d'Ampezzo, Italie | Sandra Prokoff-Kiriasis Allemagne |
| 9/01-15/01/2006  | Königssee, Allemagne      | Susi-Lisa Erdmann Allemagne       |
| 16/01-21/01/2006 | St.Moritz, Suisse         | Jessica Gillarduzzi Italie        |
| 23/01-29/01/2006 | Altenberg, Allemagne      | Helen Upperton Canada             |